# Stigmatophora leacrita
Stigmatophora leacrita är en fjärilsart som beskrevs av Swinhoe 1894. Stigmatophora leacrita ingår i släktet Stigmatophora och familjen björnspinnare. Inga underarter finns listade i Catalogue of Life.